# Florín (California)
Florín es un lugar designado por el censo ubicado en el condado de Sacramento en el estado estadounidense de California. En el año 2000 tenía una población de 27.653 habitantes y una densidad poblacional de 1,894 personas por km².

## Geografía
Florín se encuentra ubicado en las coordenadas 38°29′25″N 121°24′39″O / 38.49028, -121.41083. Según la Oficina del Censo, la ciudad tiene un área total de 14,6 km² (5,6 mi²), de la cual 14,6 km² (5,6 mi²) es tierra y 0 km² (0 mi²) (0.0%) es agua.

## Demografía
Según la Oficina del Censo en 2000 los ingresos medios por hogar en la localidad eran de $33,793, y los ingresos medios por familia eran $35,924. Los hombres tenían unos ingresos medios de $31,505 frente a los $27,874 para las mujeres. La renta per cápita para la localidad era de $14,606. Alrededor del 21.7% de la población estaban por debajo del umbral de pobreza.